# Tavignano
El Tavignano és un riu de Còrsega (França). Neix a 1.743 msnm al lac de Nino, sota el mont Tozzo. Desemboca a la mar Tirrena a la platja de Padulone, a Aleria. La seva longitud és de 80 km i és el segon riu més llarg de l'illa després del riu Golo. El seu recorregut es desenvolupa al departament francès de l'Alta Còrsega. Travessa les ciutats de Corte i Aleria. En el seu curs superior recorre els congostos del Tavignano. No hi ha embassaments al llarg del seu curs.